# Snivilisation
Snivilisation è il terzo album discografico in studio del gruppo musicale inglese Orbital, pubblicato nel 1994. Fu l'album che, più di tutti, contribuì a rendere celebre la formazione.

## Il disco
Snivilisation è un concept nato in segno di protesta contro il Criminal Justice Act, una serie di norme che, durante il periodo di pubblicazione dell'album, hanno dato alla polizia britannica maggiori poteri legali tali da rompere i rave party non autorizzati. Sempre per contestare questo atto,  la traccia Are We Here? contiene quattro minuti di totale silenzio.
Il brano Are We Here? contiene un sample di Man at C&A dei The Specials.
Partecipa al disco, in due brani (Sad Bat True e Are We Here?), la cantante Alison Goldfrapp.
L'album è inserito nel libro 1001 Albums You Must Hear Before You Die ("I 1001 album da sentire prima di morire"). Ed è presente nella lista dei "25 migliori album dance di sempre" stilata da Q Magazine nell'ottobre 1997.
Per quanto riguarda le vendite, il disco ha raggiunto la quarta posizione della Official Albums Chart ed ha venduto (fino all'aprile 1996) 80 000 copie nel Regno Unito.

## Tracce
1. Forever – 7:59
2. I Wish I Had Duck Feet – 4:05
3. Sad But True (feat. Alison Goldfrapp) – 7:49
4. Crash and Carry – 4:43
5. Science Friction – 5:03
6. Philosophy by Numbers – 6:39
7. Kein Trink Wasser – 9:24
8. Quality Seconds – 1:25
9. Are We Here? (feat. Alison Goldfrapp) – 15:33
10. Attached – 12:25